# Duncan Jones (rugbista)
Duncan Jones (Neath, 18 settembre 1978) è un ex rugbista a 15 e allenatore di rugby a 15 gallese che giocava nel ruolo di pilone ed è stato internazionale per il Galles. Dal 2015 è skills coach negli Ospreys in Pro12.

## Palmarès
- Pro12: 4
Ospreys: 2004-05, 2006-07, 2009-10, 2011-12
- Coppe Anglo-Gallesi: 1
Ospreys: 2007-08